# Isidore Singer
Isidore Singer (Hranice, Imperio austríaco, 10 de noviembre de 1859 - Nueva York, Estados Unidos, 20 de febrero de 1939) fue un enciclopedista estadounidense de origen austríaco, editor de la Enciclopedia Judía y fundador de la Liga Estadounidense para los Derechos del Hombre.

## Biografía
Singer nació en 1859 en Weisskirchen, Moravia, en el Imperio austríaco. Estudió en la Universidad de Viena y la Universidad Humboldt de Berlín, obteniendo su doctorado en 1884.
Después de editar el periódico literario austríaco Allgemeine oesterreichische Literaturzeitung de 1885 a 1886, se convirtió en secretario literario del embajador de Francia en Viena. A partir de 1887, trabajó en París en la oficina de prensa del Ministerio de Relaciones Exteriores de Francia y participó activamente en la campaña a favor de Alfred Dreyfus. En 1893 fundó un semanario de corta duración llamado La Vraie Parole, como contrarresto al panfleto antijudío La Libre Parole, en plena época de crispación política por el Affaire Dreyfus y la ola de antisemitismo presente en Francia durante la Tercera República francesa.
Finalizada su estancia en Francia, Singer se mudó a la ciudad de Nueva York en 1895, donde aprendió inglés y enseñó francés, recaudando dinero para la creación de la Enciclopedia judía que había ideado.
A lo largo de su carrera, Singer también propuso muchos proyectos que nunca ganaron apoyo, incluido un préstamo multimillonario para ayudar a los judíos de Europa del Este, una universidad judía abierta a estudiantes de cualquier origen, varias enciclopedias sobre temas seculares y una serie de publicaciones de 25 volúmenes de clásicos hebreos. Para 1911, fecha de esta última propuesta, "ni la Sociedad de Publicaciones [judía] ni ningún cuerpo de eruditos respetables trabajarían con él", según el enciclopedista Cyrus Adler.

## Publicaciones
- Russia at the Bar of the American People: A Memoir of Kinship.  Funk & Wagnalls, 1904.
- The German Classics (1913–1914), con Kuno Francke: 20 vols.
- A Religion of Truth, Justice, and Peace: A Challenge to Church and Synagogue to Lead in the Realization of the Social and Peace Gospel of the Hebrew Prophets. Amos Society: 1924.